# Chris Potter
Chris Potter, född 1 januari 1971, är en amerikansk jazzsaxofonist, kompositör och multiinstrumentalist.
Potter föddes i Chicago, Illinois men tillbringade sin barndom mestadels i Columbia, South Carolina där hans mamma undervisade psykologi vid University of South Carolina. Han visade tidigt ett intresse för musik och blev snabbt ett underbarn, som behärskade ett flertal instrument inklusive gitarr och piano, för att till sist dras till alt- och tenorsaxofon.
Potter spelade sitt första professionella jazzframträdande vid 13 års ålder. Han gick på college i New York, först på New School och senare på Manhattan School of Music. Han är för närvarande bosatt i New York.  
Potter har gett ut ett antal album under eget namn och har framträtt och spelat in med många stora musiker, bland annat Kenny Werner, Red Rodney, Marian McPartland, Mingus Big Band, Paul Motian, Ray Brown, Jim Hall, James Moody, Dave Douglas, Joe Lovano, Wayne Krantz, Mike Mainieri, Steve Swallow, Steely Dan, Dave Holland och Joanne Brackeen.  
Hans skiva Vertigo (1998) blev nämnd som ett av årets topp tio-album av både Jazziz magazine och The New York Times. Han blev nominerad till en Grammy Award i kategorin Best Jazz Instrumental Solo för sitt arbete på Joanne Brackeens album Pink Elephant Magic. Potters album Lift: Live at the Village Vanguard (2004) blev nämnd som ett av årets topp tio-album av Fred Kaplan i Slate.

## Diskografi
- 1994 – Presenting Chris Potter
- 1994 – Concentric Circles
- 1995 – Sundiata
- 1995 – Pure
- 1996 – Moving In
- 1997 – Unspoken
- 1998 – Vertigo
- 2001 – Gratitude
- 2001 – This Will Be
- 2002 – Traveling Mercies
- 2004 – Lift: Live at the Village Vanguard
- 2006 – Underground
- 2007 – Song for Anyone
- 2007 – Follow the Red Line
- 2009 – Ultrahang
- 2011 – Transatlantic
- 2013 – The Sirens
- 2015 – Imaginary Cities